# Akita Sinkanszen
Az Akita Sinkanszen (japánul: 秋田新幹線) a japán nagysebességű vasúthálózat, a Mini-Sinkanszen egyik vonala, amely Tokiót köti össze Akitával. A Tokió pályaudvartól a moriokai vasútállomásig a Tóhoku Sinkanszen vonalán halad, onnan a Tadzavako-vonal majd a Óu-fővonal pályáján közlekedik. A vonal kétvágányú, 25 kV 50 Hz-cel villamosított.
Az East Japan Railway Company (JR East) üzemelteti.

## Története
A Morioka és Akita közötti Sinkanszen vonalat 1997. március 22-én nyitották meg. Az első szerelvények E3-as sorozatú, 5 kocsiból álló Sinkanszenek voltak.

## Állomások
Tokió és Morioka között az Akita Sinkanszen a Tóhoku Sinkanszen vonalán halad, ezért az állomásaik megegyeznek.